# スイユ出版社
スイユ出版社（スイユしゅっぱんしゃ、フランス語: Éditions du Seuil）は、1935年に創設されたフランスの出版社。主に文学書、人文科学書、社会科学書を出版している。『エスプリ』誌、『テル・ケル』誌や永遠の作家叢書、地中海叢書などを刊行するほか、フランシス・ジャンソン、カテブ・ヤシーン、レオポール・セダール・サンゴール、ジェルメーヌ・ティヨン、ジャック・ラカン、ピエール・ブルデューらの著書は、そのほとんどがスイユ社から出版された。

## 歴史

### 創設 - 戦間期のカトリック知識人の拠点
スイユ出版社は、1935年11月、パリ14区パルク・ド・モンスーリ通り（モンスーリ公園通り）23番地の自宅で広告代理店を営んでいたスウェーデン出身のアンリ・シェーベリ（Henri Sjöberg）によって創設された。シェーベリがこのとき刊行したのは自作の詩集『輪舞曲』と戦間期に活躍したカトリック知識人プラクヴァン神父の『子どものためのキリスト教生活の手引き』の2冊であった。

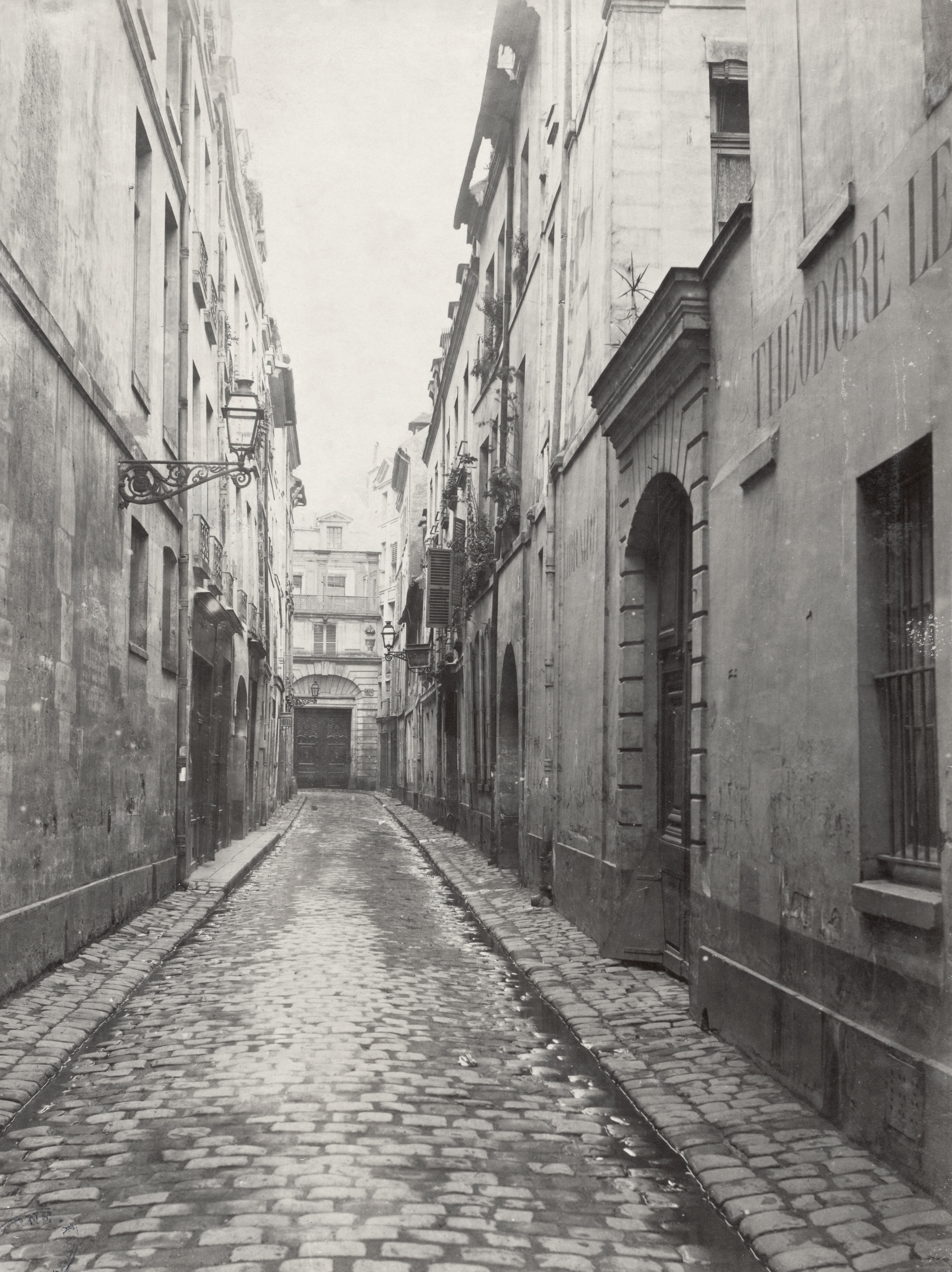
シャルル・マルヴィルによるポワトヴァン通りの写真（1853-70年頃）

フランス語で「敷居」を意味する « seuil » を社名にしたのは、まだ作品を発表したことのない若手の作家が著名な作家との間にある「敷居を跨ぐ」ことができるように、彼らの作品を積極的に紹介しようという意図であった。
シェーベリは創設2年後の1937年に病に倒れ、プラクヴァン神父に紹介された2人のカトリック教徒に出版社の経営を委ねた。宝石商のポール・フラマンと陶器商のジャン・バルデであり、2人は合資会社を設立し、パリ6区ポワトヴァン通り1番地のアパートに編集部を置いて、同じカトリックの知識人の書籍を年に数冊刊行する程度の小規模な活動を行った。
第二次大戦中は2人とも出征し、出版活動は中断された。再開の契機は、1943年に、ボーイスカウト運動の指導者ギィ・ド・ラリゴーディ（1940年に戦死）の思想を『はるか沖合の星（Étoile au grand large）』として出版し、スイユ社初のベストセラーになったことであった。

### 戦後の主な出版活動

#### エスプリ誌
本格的に活動を再開したのは1945年1月、カトリックの哲学者エマニュエル・ムーニエが1932年に人格主義の運動の機関誌として創刊した『エスプリ』誌 の刊行を引き受けたときからである。フラマンはパリ6区ジャコブ通り27番地（サン＝ジェルマン＝デ＝プレ）のグリーユ館を購入し、1945年10月1日にここに移転した。グリーユ館はかつて多くの画家や作家が住んだ建物で、壁には画家アングルの素描が残っていた。ウジェーヌ・アジェが撮影した写真も残されているが（カルナヴァレ博物館蔵）、こぢんまりした建物で、小さい中庭にはイチイの木が1本あった。スイユ社のロゴはこの古い建物をデザインしたものである。
最初の重要な刊行物は、シュルレアリスムの歴史を戦間期の芸術的、政治的、社会的な背景の中に位置づけ、ファシズムの台頭、反ファシズム統一戦線としての人民戦線の結成などとの関連における知識人の運動として再検討したモーリス・ナドーの『シュルレアリスムの歴史』（1945年）、サド再評価の契機となったピエール・クロソウスキーの『わが隣人サド』（1947年）、英仏翻訳家ピエール・レリスによる1947年のT・S・エリオット（翌1948年、ノーベル文学賞受賞）の詩の翻訳 などであった。

#### 永遠の作家叢書
バーゼル大学教授のアルベール・ベガンは、戦時中の1942年にスイスで「ローヌ手帖」叢書を創刊し（「ローヌ」はスイスとフランスをつなぐローヌ川の意）、地元のバコニエール社から刊行。対独レジスタンスの詩人の作品を刊行して支援し、戦後、大学を辞任して渡仏し、スイユ社から「ローヌ手帖」叢書を再刊し、編集責任者に就任した。彼は1950年に急死したムーニエの後任として『エスプリ』誌の編集長に就任し、1957年に死去するまで務めることになるが、1951年にスイユ社初のペーパーバック版「永遠の作家（Ecrivains de toujours）」叢書を創刊し、ジャン＝ポール・サルトル主宰の『レ・タン・モデルヌ』誌に寄稿していた哲学者のフランシス・ジャンソンが編集長に就任した。この叢書は、「作家自身による作家」という一貫した書名で、「他の作家が紹介するイマージュとテクスト」という副題である。たとえば第1号は「ヴィクトル・ユーゴー自身によるヴィクトル・ユーゴー（Victor Hugo par lui-même）」という書名で、アンリ・ギィユマンが執筆し、「アンリ・ギィユマンが紹介するイマージュとテクスト」としている。1951年にはこの他、クロード・ロワによるスタンダール、フランシス・ジャンソンによるモンテーニュ、ジャン・ド・ラ・ヴァランドによるフローベール、アンドレ・パリノーによるコレット、アルベール・ベガンによるパスカルの5号まで刊行された。これらの「永遠の作家」叢書の一部は、人文書院の「永遠の作家叢書」として刊行されている。
ベガンとともにスイユ社初期に重要な役割を担ったのは作家ジャン・ケロールである。1947年にスイユ社から刊行された小説『他人の愛を生きん』が同年のルノードー賞を受賞したほか、マウトハウゼン強制収容所での体験に基づいて短編映画『夜と霧』（アラン・レネ監督、1955年制作、1956年上映）の脚本を書いたことでも知られる彼は、1950年代初頭にスイユ社の編集委員になり、1970年代末まで、フィリップ・ソレルス、ディディエ・ドゥコワン、ロラン・バルト、エリック・オルセナ、ベルトラン・ヴィザージュ、マルスラン・プレネ、ドゥニ・ロッシュ、カテブ・ヤシーンらの作家を紹介した（これらの作家はその作品の多くがスイユ社から刊行されている）。

#### 地中海叢書
1951年に刊行したイタリアの作家ジョバンニ・グァレスキの『ドン・カミロの小さな世界』が売上部数120万部に達したのを機に営業部を設立して販売促進活動を開始し、併せて外国文学や前衛文学の紹介に取り組み始めた。最初の試みは、1953年、アルベール・カミュの友人で同じアルジェリア出身の作家エマニュエル・ロブレスによる「地中海」叢書の創刊であった。これは「地中海的な概念を持つ友情の場所」として1936年にアルジェで「真の富（Les Vraies richesses）」書店を創設してカミュらのアルジェリアの作家を世に送り出したことで知られるエドモン・シャルロ の活動を受け継ぐものであり、フランスで初めて専らマグレブ圏のフランス語作家を紹介する叢書として、アルジェリア独立戦争中も活動を継続し、ムハンマド・ディブ（1952年の処女作から1980年までの15作品をすべてスイユ社から刊行）、ムールード・フェラウン（1953年から1972年の没後出版までほとんどの作品をスイユ社から刊行）、カテブ・ヤシーン（1956年の代表作『ネジュマ』から2003年の没後出版まで主な作品8作をスイユ社から刊行） らの作品を紹介した。

#### エクリール叢書
宗教関連書籍の出版社として出発したスイユ社は、1950年代からフランス文学、外国文学、文学理論を積極的に紹介した。「地中海」叢書のほか、ジャン・ケロールが1956年に『エクリール（書く）』誌および「エクリール」叢書を創刊し、1966年まで編集長を務めた（終刊となる1969年まではクロード・デュラン編集長）。「エクリール」叢書からは、この20年ほどの間に59人の作家の著書が刊行された。1950年代にスイユ社から刊行され、高い評価を得た著書に、哲学者ロラン・バルトの『零度のエクリチュール』（1953年）、フィリップ・ソレルスの小説『挑戦』（1957年） と『情事』（1958年）、フランス領マルティニーク出身の作家エドゥアール・グリッサンの『レザルド川』（1958年ルノードー賞受賞）、アンドレ・シュヴァルツ＝バルトの反ユダヤ主義の記録小説『最後の正しき人（Le Dernier des Justes）』（1959年） などがある。

#### 反植民地主義・アルジェリア独立戦争
また、脱植民地化を支持する立場から、フランス領マルティニーク出身の精神科医フランツ・ファノンの『黒い皮膚・白い仮面』（1952年）、同じくマルティニーク出身のエメ・セゼールの1960年代以降の作品、フランス領西アフリカ（セネガル）出身のレオポール・セダール・サンゴールの1945年の処女詩集から晩年に至るまでのほとんどの詩集 がスイユ社から刊行された。
「永遠の作家」叢書編集長のフランシス・ジャンソンは、1957年にアルジェリア独立戦争中に民族解放戦線（FLN）を支持し、フランス軍の脱走兵をかくまうために地下組織「ジャンソン機関」を結成した。また、同年にスイユ社から刊行された（後のアカデミー・フランセーズ会員の）ピエール＝アンリ・シモンの『拷問反対（Contre la torture）』（1957年）は文字通り、FLNのテロリストに対するフランス軍の拷問に抗議する書であり、スイユ社経営者のフラマンへの献辞には、「ポール・フラマンに捧げる、共に牢獄に入るために」と書かれていた。スイユ社はFLNを支持するこうした活動のために、3度、プラスチック爆弾による秘密軍事組織（OAS）の攻撃を受けた。
なお、アルジェリア関連の書籍としては、北東部のオーレス山地で民族学・人類学の調査を行い、さらに民族解放戦線地下組織の指導者ヤセフ・サーディとの交渉にあたったジェルメーヌ・ティヨンの『イトコたちの共和国』をはじめとするほとんどの著書（深夜叢書刊行の数冊を除く）を出版している。
反植民地主義・辛辣なアメリカ批判で知られるジャン・ラクチュールは、1961年に現代史または時事問題の叢書「リストワール・イメディアット（直近の歴史・差し迫った問題）」を創刊した。エマニュエル・トッドの『新ヨーロッパ大全』（1990年）、『移民の運命』（1994年）、『世界の多様性』（1999年）などはこの叢書として刊行された。

#### 外国文学
一方、外国文学作品も多数刊行された。特にハインリヒ・ベル、インゲボルク・バッハマン、ギュンター・グラス、ウーヴェ・ヨーンゾンら47年グループの作品、ロベルト・ムージル（オーストリア）とライナー・マリア・リルケ（オーストリア）のほとんどの作品のほか、ジュゼッペ・トマージ・ディ・ランペドゥーサ、イタロ・カルヴィーノ、カルロ・エミーリオ・ガッダ（以上、イタリア）、ジョン・アップダイク、ジョン・アーヴィング、ロバート・クーヴァー、トマス・ピンチョン（以上、アメリカ）、ウィリアム・ボイド、ヴァージニア・ウルフ（以上、イギリス）、ディラン・トマス（ウェールズ）、エルネスト・サバト（アルゼンチン）、カミーロ・ホセ・セラ（スペイン）、ガブリエル・ガルシア＝マルケス（コロンビア）、ジョゼ・サラマーゴ（ポルトガル）、ヨーゼフ・ロート（オーストリア）、アレクサンドル・ソルジェニーツィン（ロシア）などであり、これらの作家のほとんどがアンヌ・フレイエ（Anne Freyer）が編集長を務めた「言語の賜物（Le don des langues）」叢書として刊行された。

#### テル・ケル誌・叢書
1960年に若手作家のジャン＝エデルン・アリエ、フィリップ・ソレルス、ルノー・マティニョン、フェルナン・ド・ジャクロ・デュ・ボワルーヴレ、ジャック・クードル（Jacques Coudol）、ジャン＝ルネ・ユグナンにより、前衛文学雑誌『テル・ケル（あるがままに）』が創刊され、スイユ社から刊行された。翌1961年に『公園』によりメディシス賞を受賞したソレルスが、以後、主導的な役割を担い、「テル・ケル」叢書を創刊し、ヌーヴォー・ロマンの作家の作品や、ジャン・リカルドゥー、ジェラール・ジュネット、ジュリア・クリステヴァの新しい文学理論を次々と紹介した。
だが、まもなく内部対立が生じ、1963年にソレルスに誘われて『テル・ケル』の編集委員会に参加したジャン＝ピエール・ファイユ（翌1964年ルノードー賞受賞）がソレルスとの意見の不一致により1967年に編集委員を辞任し、翌1968年に雑誌『シャンジュ（変化）』を創設した。主な寄稿者はジャン＝クロード・モンテル、ジャン・パリ、モーリス・ロッシュ、ジャック・ルーボーらで、1971年までスイユ社から、翌年から終刊となる1983年まではセゲルス出版社（ロベール・ラフォン出版社の一部門）から刊行された。

#### 政治思想
政治思想の分野では、五月革命前年の1967年に刊行した『毛主席語録』（原著は1966年刊行）がスイユ社のベストセラーの1つであった。フランス語版の書名は、文字通りの « Citations du président Mao Tse-toung » だが、スイユ社版の « Petit Livre rouge »（赤い小さな本）として知られており、パリでは1967年のマオイスムの流行で、『毛主席語録』が売り切れるほどであった。
主に1960年代以降、レジス・ドゥブレの『国境』（1967年）、『革命の中の革命』（1967年）、『ゲバラ最後の闘い』（1974年）、ヘルベルト・マルクーゼのフランス語訳『ユートピアの終焉 - 過剰 抑圧 暴力』（1968年）、『一次元的人間 - 先進産業社会におけるイデオロギーの研究』（初版深夜叢書、スイユ版「ポワン」叢書1970年）、『エロス的文明』（同1971年）、アンドレイ・サハロフの『回想録』、アンドレ・グリュックスマンの国家論 などが刊行され、その一部はジャック・ジュイヤールが1966年に創設した「政治（Politique）」叢書、1968年に『エクリール』誌の編集長クロード・デュランが創刊した「闘争（Combat）」叢書 として刊行された。

#### 人文科学・社会科学
人文科学・社会科学研究部門の責任者はフランソワ・ヴァールで、ピエール・ブルデューの1990年代以降の著書のほとんどがスイユ社から刊行され、うち、1996年以降は（『パスカル的省察』1997年、『男性支配』1998年など）ピエール・ブルデュー自身が創刊した「リベール（Liber）」叢書として刊行された。また、ジャック・ラカンの『セミネール』、『エクリ』 などもすべてスイユ社から刊行されている。
文学理論・研究では1970年にジェラール・ジュネットとツヴェタン・トドロフが『ポエティック』誌および叢書、スーフィズム（イスラム神秘主義）専門の哲学者ミシェル・ショドキーウィチ（Michel Chodkiewicz）が『研究（La Recherche）』誌を創刊した。ショドキーウィチは1978年に西欧中世史専門のミシェル・ヴィノックとともに歴史学の発展・大衆化に寄与することになる歴史雑誌『リストワール』を創刊することになるが、ヴィノックは一方で、1971年にスイユ社ペーパーバック版の歴史書として「ポワン・イストワール」を創刊した。ペーパーバック版であるため初版ではないが、ミシェル・ペロー（女性史）、トマ・ピケティ（経済史）、ジゼル・フロイント（写真史）、ジョルジュ・ヴィガレロ、アラン・コルバン（身体の歴史）、ジョルジュ・デュビー（中世美術史）などアナール学派を中心に紹介している。

#### 文学書
すでにスイユ社創設当初から作品を発表していたドゥニ・ロッシュは1974年に「フィクション株式会社（Fiction & Cie）」叢書を創刊し、「テル・ケル」叢書に代わる文学叢書となった。「フィクション株式会社」叢書からは2014年までの40年間に約500冊が刊行された。
刊行した作品が権威ある文学賞（ゴンクール賞、ルノードー賞、アカデミー・フランセーズ小説大賞、フェミナ賞、アンテラリエ賞、メディシス賞）を受賞すると、たとえば、ルノードー賞の場合、売上が平均22万部に達するとされるが、スイユ社から刊行された小説では、邦訳が刊行されているものだけでも、カミーユ・ブールニケルの『女帝の罠』（1970年メディシス賞）、ルネ＝ヴィクトル・ピーユの『呪い師』（1974年フェミナ賞）、パトリック・グランヴィルの『火炎樹』（1976年ゴンクール賞）、ジャン＝マルク・ロベールの『奇妙な季節』（1979年ルノードー賞）、ディディエ・ドゥコワン『愛よ、ニューヨークよ』（1977年ゴンクール賞）、タハール・ベン＝ジェルーンの『聖なる夜』（1987年ゴンクール賞）、ダン・フランクの『別れるということ』（1991年ルノードー賞）、アマドゥ・クルマの『アラーの神にもいわれはない』（2000年ルノードー賞）、ユベール・マンガレリの『四人の兵士』（2003年メディシス賞）などがある。『ル・モンド』紙の調査によると、フランスの出版社のうち、これらの文学賞の受賞作品を最も多く刊行しているのはガリマール社、次いでグラッセ社、3位がスイユ社である。スイユ社は、デビューしたばかりの作家、まだ才能に見合った評価を得ていない作家、「比類ない」作家の小説や短編集に対して与えられるメディシス賞 受賞作品が最も多く、ガリマール社とほぼ同数、逆に、審査員がすべて男性によって構成されるアンテラリエ賞は、ごくわずかである。

### 経営

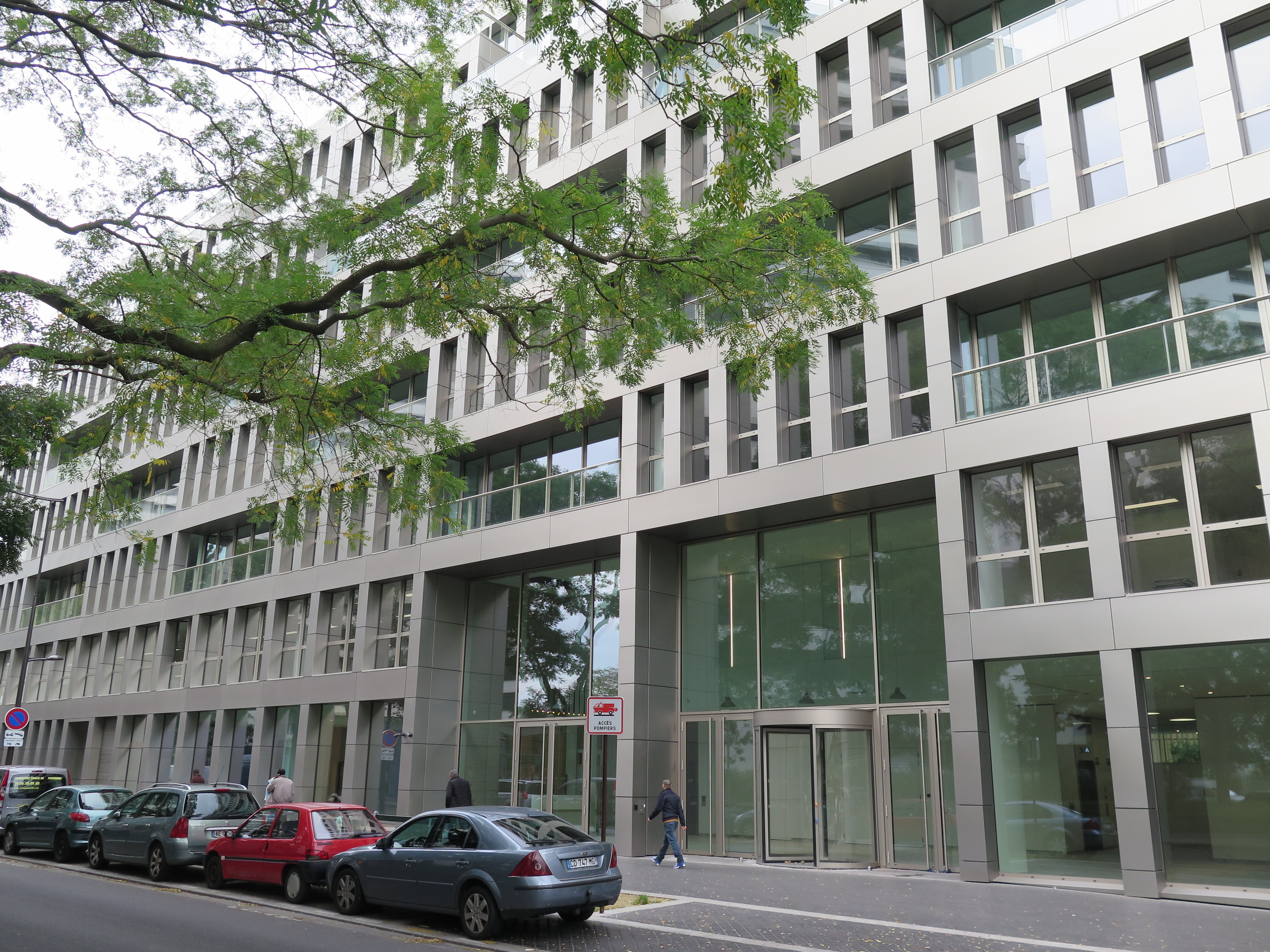
現在スイユ社の本社があるパリ19区ガストン・テシエ通り57番地の建物

1979年、40年以上にわたってスイユ社を率いてきたフラマンとバルデが辞任し、ショドキーウィチが経営責任者（P.-D.G.）に就任した。1989年にクロード・シェルキが引き継ぎ、2004年にラ・マルティニエール・グループがスイユ社を買収した。2010年に75年にわたって拠点としていた6区ジャコブ通り27番地から移転。現在はラ・マルティニエール・グループの本社があるパリ19区ガストン・テシエ通り57番地が本社となっている。2018年4月からユーグ・ジャロンが経営責任者を務めている。